# Alekséi Kostrikin
Alekséi Ivanovich Kostrikin (del ruso: Алексей Иванович Кострикин) (12 de febrero de 1929 – 22 de septiembre de 2000) fue un matemático ruso, especialista en álgebra y geometría algebraica.

## Biografía
Kostrikin se graduó como maestro de ciencias en la Facultad de Mecánica y Matemáticas de la Universidad Estatal de Lomonósov (Moscú) en 1952; siendo su tutor (asesor de tesis), Igor Shafarevich.  Profesó álgebra superior en la misma universidad que lo formó.
En 1959 Kostrikin alcanzó importantes resultados en el problema de Burnside y un año después, en 1960, obtuvo el grado de doctor en ciencias. Desde  1963, impartió clases en la facultad; pero solo a partir de 1976,  lo hizo como profesor titular. Colaborador científico del Instituto de Matemáticas "Steklov" anejo a la Academia de Ciencias de la URSS.

## Premios
Kostrikin fue galardonado con el Premio Estatal de la URSS, en 1968 por sus investigaciones en grupos finitos y en álgebras de Lie. En 1976 fue elegido miembro correspondiente de la Academia de Ciencias de URSS. Fue declarado profesor honorario de la Universidad Estatal de Moscú en 1998.

## Publicaciones
Alekséi Kostrikin ha escrito artículos científicos, libros y libros de texto acerca del álgebra. En español está disponible el texto universitario "Introducción al álgebra", publicado por la Editorial Mir de Moscú (1983), traducción de Roberto Aníbal Sala.

## Nexos externos
- O'Connor, John J.; Robertson, Edmund F., «Aleksei Ivanovich Kostrikin» (en inglés), MacTutor History of Mathematics archive, Universidad de Saint Andrews, https://mathshistory.st-andrews.ac.uk/Biographies/Kostrikin/.
- Alexei Ivanovich Kostrikin en el Mathematics Genealogy Project.
- Trabajos por o sobre Alekséi Kostrikin en bibliotecas (catálogo WorldCat) (en inglés)

- Datos: Q553209